# Fritz Zerbst
Fritz Zerbst (vollständig Fritz Wilhelm Erich Zerbst, * 14. Jänner 1909 in Schubin (Provinz Posen, heute Polen); † 2. Dezember 1994 in Baden bei Wien) war ein österreichischer lutherischer Theologe. Er war erster Superintendent der Diözese A.B. Kärnten-Osttirol und später Professor für Praktische Theologie an der Evangelisch-theologischen Fakultät der Universität Wien.

## Kindheit, Jugend, Studium
Zerbst entstammte einer lutherischen Familie, die durch die reformierte Tradition der Kirche der Altpreußischen Union geprägt war. Er besuchte zunächst das Gymnasium in Wongrowitz. Nach dem Ersten Weltkrieg und der Eingliederung Schubins zu Polen wechselte er nach Görlitz (Schlesien). Nach dem kleinen Abitur und einer Banklehre besuchte er das Pädagogium in Züllichau, das er 1930 abschloss.
Nachdem er seine Studien zunächst sehr breit angelegt hatte, und an den Universitäten Berlin, Marburg und Wien Philosophie, Nationalökonomie, Tierpsychologie und Theologie studierte, konzentrierte er sich nach dem plötzlichen Tod seines Vaters auf die Theologie. Im März 1934 legte er in Wien das Examen pro candidatura ab.

## Seelsorge
Zerbst wirkte zunächst als Vikar in der Verklärungskirche in Wien-Leopoldstadt. Zusammen mit Helmut Gollwitzer leitete er einen Vikarskreis.
Zerbst verzichtete 1934 auf die deutsche Reichsbürgerschaft und nahm die österreichische Staatsbürgerschaft an. Dies ist ein Zeichen der Distanzierung zum Nationalsozialismus. 1936 heiratete er die Juristin Maria Babisch, legte das Examen pro ministerio ab und wurde zum Pfarrer der Evangelischen Pfarrkirche Weißbriach gewählt. Die Ordination und Installation erfolgte am 14. Juni 1936 durch Superintendenten Johannes Heinzelmann. Mit seiner Frau hatte er vier Kinder.
Außerhalb seiner Gemeinde übernahm er den Vorsitz im Kärntner Gustav-Adolf-Verein und trug die Verantwortung für die Vikare und Kandidaten. 1939 wurde er zeitweise zur Wehrmacht eingezogen, konnte jedoch 1943 bis 1945 als Wehrmachtspfarrer in Lienz wirken. Er galt im Unterschied zu vielen seiner Amtsbrüder stets als Gegner des Nationalsozialismus.
1940 schloss er eine amtstheologische Dissertation mit dem Titel Amt und Frau in der Kirche ab, die er jedoch erst nach dem Krieg einreichen konnte, sodass er erst am 11. Dezember 1945 zum Doktor der Theologie promoviert wurde. In seiner Dissertation vertrat er die Nichtzulässigkeit der Ordination von Frauen. Sie war in den kommenden Jahren eine Argumentationsstütze des konservativen Luthertums und wurde auch ins Englische übersetzt.
Nach 1945 war Zerbst in der Betreuung und Integration der volksdeutschen Flüchtlinge tätig, von denen viele evangelisch waren.
Am 28. April 1946 wurde Zerbst zum Superintendenten von Kärnten gewählt. Bereits 1942 war beschlossen worden, die große Superintendenz Wien, zu der auch Kärnten gehörte, in vier Superintendenzen aufzuteilen, jedoch erst nach dem Krieg war es soweit. Die Anerkennung durch das Kultusamt ließ jedoch bis 1947 auf sich warten, so dass die Amtseinführung erst am Himmelfahrtstag, am 15. Mai 1947, stattfinden konnte.
Ein wichtiges Anliegen war Zerbst die Verankerung der evangelischen Kirche im Bewusstsein der Öffentlichkeit, so reklamierte er immer wieder die Anwesenheit der zweiten Landeskirche bei öffentlichen Veranstaltungen ein. Zerbst war auch in der Diakonie tätig, war auch von 1956 bis 1972 Präsident des Diakonischen Werkes Österreich und von 1958 bis 1972 Vizepräsident des Internationalen Verbandes für Innere Mission und Diakonie.
Unter Zerbst gab es etliche Gemeindegründungen, die durch den Zuwachs an evangelischen Christen in Kärnten, besonders durch die sich hier niederlassenden Volksdeutschen, notwendig waren.
1952 starb seine Frau Maria. Er heiratete danach die Theologin Christiane de Martin, mit der er eine Tochter hatte.

## Professor in Wien
1955 wurde Zerbst zum Professor für Praktische Theologie an der Universität Wien ernannt. Als Superintendent folgte ihm nach einem Jahr der Doppelfunktion 1956 Gerhard Glawischnig nach. Als Professor hatte er alle Teildisziplinen der Praktischen Theologie, Homiletik, Liturgik, Katechetik, Seelsorge, Religionsgeschichte, Diakoniewissenschaft, Ökumenik und Missionswissenschaft zu vertreten. Nur in der Lehre vom Geistlichen Amt (Kybernetik) wurde er vom Lehrbeauftragten für Kirchenrecht, Johann Karl Egli, unterstützt. Dadurch prägte er über 20 Jahre hinweg den geistlichen Nachwuchs der Evangelischen Kirche im Sinne eines konservativen Luthertums.
Er wurde wiederholt zum Dekan der Fakultät gewählt, war acht Jahre Mitglied des Akademischen Senats. 1969/70 war er Rektor der Universität und zugleich Vorsitzender der österreichischen Rektorenkonferenz. Er war erst der zweite evangelische Theologe in der Funktion des Rektors.
1976 wurde er aus gesundheitlichen Gründen vorzeitig emeritiert, er zog sich nach Tschöran (Steindorf am Ossiacher See) zurück. Er erhielt das Österreichische Ehrenkreuz für Wissenschaft und Kunst I. Klasse, die Goldene Ehrenmedaille der Bundeshauptstadt Wien (beide 1979), und 1990 das Große Ehrenzeichen für besondere Verdienste um das Land Kärnten. In den 1980er Jahren zog er nach Baden bei Wien, wo er am 2. Dezember 1994 starb. Begraben wurde er am Villacher Waldfriedhof.

## Veröffentlichungen (Auswahl)
- Vom geistlichen Amt, Wien 1948.
- Das Amt der Frau in der Kirche. Eine praktisch-theologische Untersuchung, Wien 1950.
- Konfirmanden-Büchlein, Schladming 1951.
- mit Gottfried Fitzer: Gottes Wort über Ehe und Familie. Öffentliche Vorträge auf der Generalsynode, 1956.

## Belege
- Karl Schwarz: 60 Jahre Evangelische Superintendenz A. B. in Kärnten. Zur Erinnerung an den ersten Superintendenten Dr. Fritz Zerbst. In: Carinthia I, 197. Jahrgang, 2007, S. 219–248. ISSN 0008-6606
- Karl Schwarz: Zerbst, Fritz Wilhelm Erich. In: Biographisch-Bibliographisches Kirchenlexikon (BBKL). Band 25, Bautz, Nordhausen 2005, ISBN 3-88309-332-7, Sp. 1575–1579 (Artikel/Artikelanfang im Internet-Archive).

| Personendaten    | Personendaten                                              |
| ---------------- | ---------------------------------------------------------- |
| NAME             | Zerbst, Fritz                                              |
| ALTERNATIVNAMEN  | Zerbst, Fritz Wilhelm Erich (vollständiger Name)           |
| KURZBESCHREIBUNG | österreichischer lutherischer Theologe und Hochschulrektor |
| GEBURTSDATUM     | 14. Januar 1909                                            |
| GEBURTSORT       | Schubin, Provinz Posen, heute Polen                        |
| STERBEDATUM      | 2. Dezember 1994                                           |
| STERBEORT        | Baden bei Wien                                             |